# ليساندرو ألونسو
ليساندرو ألونسو (بالإسبانية: Lisandro Alonso)‏ هو كاتب سيناريو ومخرج أرجنتيني، ولد في 2 يونيو 1975 في بوينس آيرس في الأرجنتين.

## وصلات خارجية
- ليساندرو ألونسو على موقع IMDb (الإنجليزية)
- ليساندرو ألونسو على موقع ألو سيني (الفرنسية)
- ليساندرو ألونسو على موقع تيرنر كلاسيك موفيز (الإنجليزية)
- ليساندرو ألونسو على موقع أول موفي (الإنجليزية)
- ليساندرو ألونسو على موقع قاعدة بيانات الأفلام السويدية (السويدية)
- ليساندرو ألونسو على موقع قاعدة بيانات الفيلم (الإنجليزية)
- ليساندرو ألونسو على موقع كينوبويسك (الروسية)